# Alfred Louis Delattre
Alfred Louis Delattre (Déville-lès-Rouen, 26 de junio de 1850-Cartago, 12 de enero de 1932) fue un arqueólogo francés.
Enviado como misionero a Argelia, se convirtió en capellán de la iglesia de San Luis de Cartago y curador del museo arqueológico de Argel. Las investigaciones que condujo en las antiguas ruinas de Cartago fueron muy importantes. Llegó a ser director del Musée Lavigerie de Saint-Louis de Carthage, fundado gracias a sus esfuerzos en 1875. Entre sus obras se incluyen:
- Carthage et la Tunisie au point de vue archéologique (1883)
- Inscriptions de Carthage (1884–85)
- Souvenirs de la croisade de Saint Louis trouvés à Carthage (1888)
- Les tombeaux puniques de Carthage (1890)
- Souvenirs de l'ancienne église d'Afrque (1893)
- Musée Lavigerie de Saint-Louis de Carthage (tres volúmenes, 1899-1900)